# Schlifffett

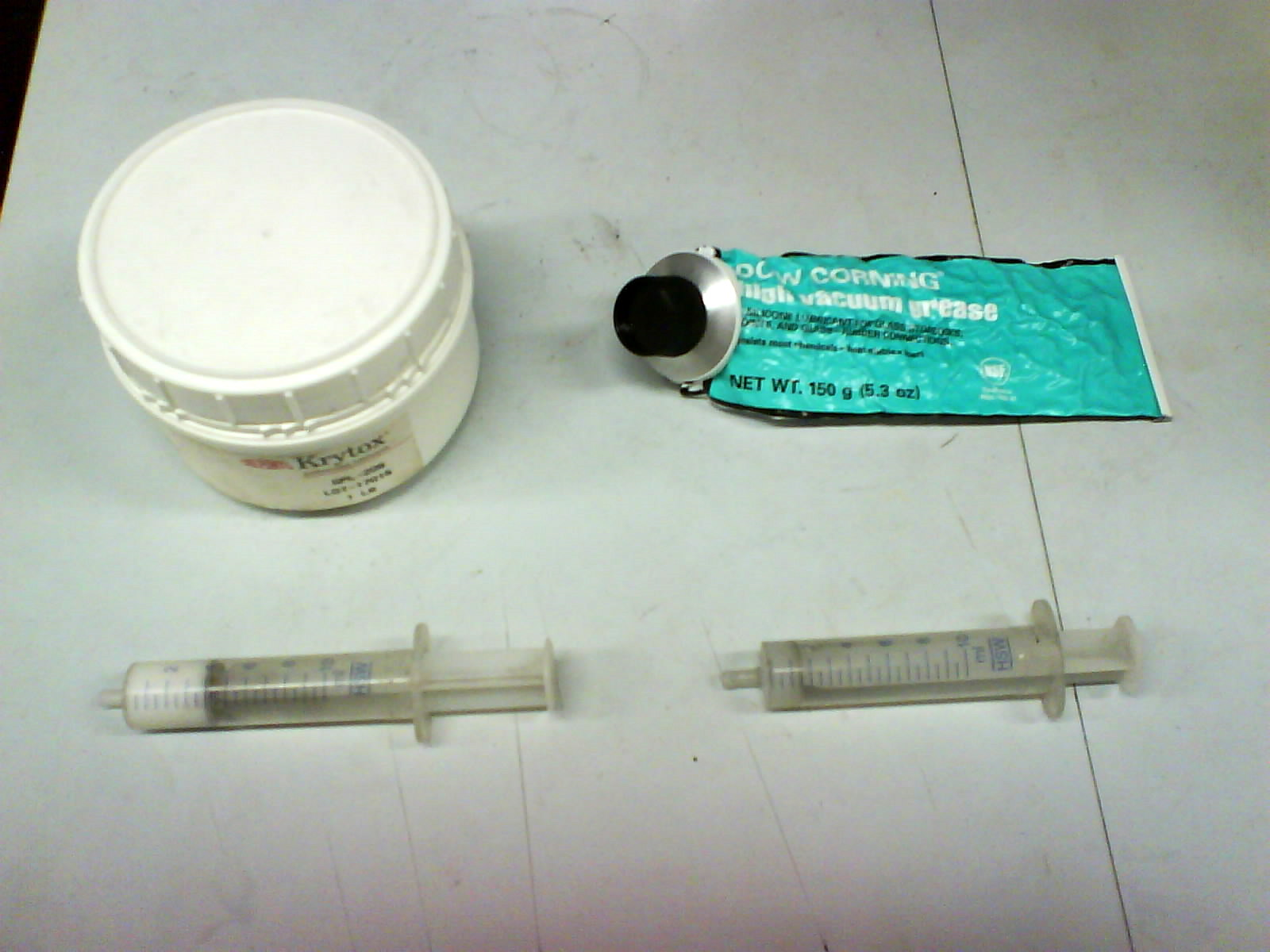
Zwei verschiedene Schlifffette: links fluorether-basiertes, rechts ein silikon-basiertes

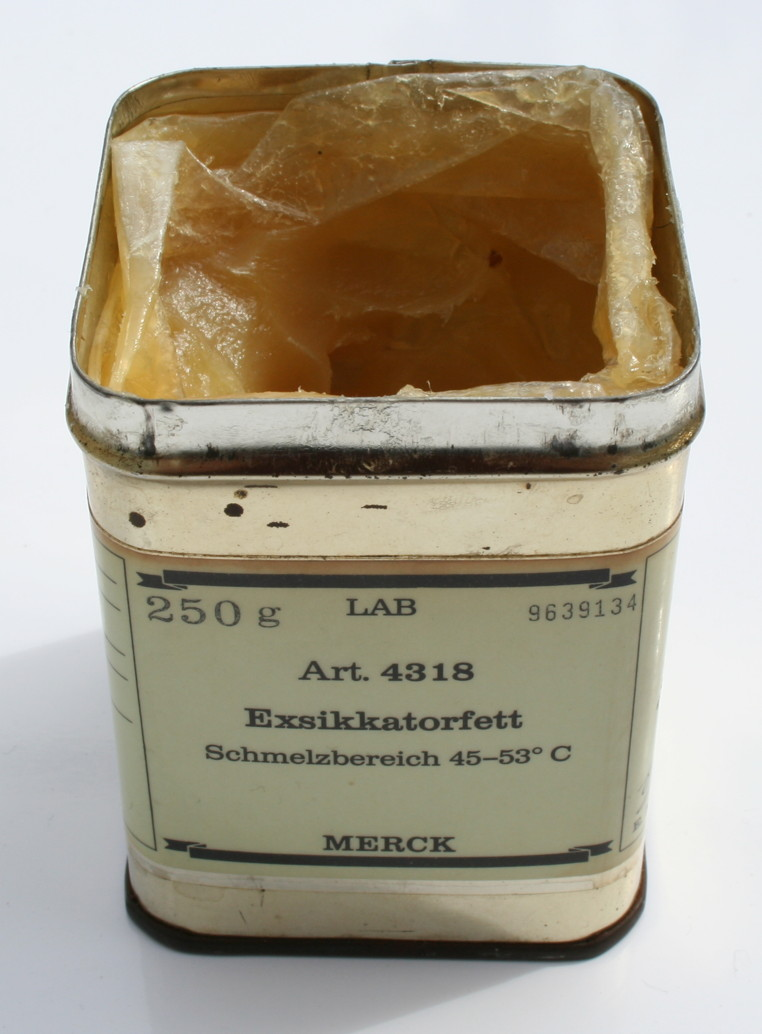
Exsikkatorfett

Schlifffett (Hahnfett, Exsikkatorfett) wird zur Abdichtung und zum Gleitfähighalten von Schliffen bei Laborgeräten aus Glas verwendet. 
Es gibt unterschiedlichste Schlifffette mit verschiedenen Eigenschaften. Neben den häufig verwendeten Silikonfetten gibt es auch wasserlösliche Schlifffette – sowohl solche, die mit steigender Temperatur viskoser anstatt dünnflüssiger werden als auch Schlifffette, die bei Tieftemperaturen immer noch eine gute Schmierfähigkeit behalten, anstatt hart zu werden oder auch Teflonpasten für die Abdichtung von Schliffen bei Kontakt mit sehr aggressiven Stoffen. Schlifffette entsprechen teilweise in Zusammensetzung und Eigenschaften Armaturenfetten.
Die Fette werden vor allem in ihrer Viskosität unterschieden. Grundsätzlich sind Schliffe vor dem Zusammenbau einer Glasapparatur einzufetten. Schlifffett ist insbesondere bei der Arbeit unter tiefen Temperaturen oder bei Hochvakuum (Hochvakuumfett) wichtig. Des Weiteren findet es Einsatz bei Glas-Schliff-Hähnen.
Anstelle von mit Fett bestrichenen Schliff-Flächen werden heute vermehrt Dichtringe, Schliffhülsen und Schliffmanschetten aus dem beständigen Kunststoff PTFE (oft als Teflon bezeichnet) verwendet. Während Fette öfter ergänzt werden müssen, sind Kunststoffdichtungen wartungsarm und erleichtern das Lösen der Verbindungen.